# Francesco Barberini
Francesco Barberini (23. září 1597, Florencie – 10. prosince 1679, Řím) byl italský katolický kardinál a synovec papeže Urbana VIII. (Vládl v letech 1623–1644). Francesco nesmírně těžil z protekcionismu, který praktikoval jeho strýc. Ve vatikánské správě dostal různé funkce. Díky svým kulturním zájmům, zejména o literaturu a umění, se stal i velmi významným mecenášem. Jeho tajemníkem byl italský učenec a velký podporovatel umění Cassiano dal Pozzo. Francesco byl starší bratr kardinála Antonia Barberiniho a Taddeo Barberiniho, který měl titul Princ z Palestriny.

## Životopis
Francesco Barberini se narodil ve Florencii jako syn Carla Barberini a Costanzy Magalotti. Studoval na univerzitě v Pise, kde mu ve studiu pomáhal rodinný přítel Galileo Galilei V roce 1623 promoval v oboru kanonické a občanské právo. Dne 2. října téhož roku jeho strýc Maffeo Barberini, nově zvolený papež Urban VIII., jmenoval tehdy šestadvacetiletého Francesca kardinálem, státním tajemníkem a papežským legátem v Avignonu. Tím byl až do roku 1633. Podle církevního historika Johna Bargrave papež pravidelně odkazoval katolické diplomaty k jejich velké nelibosti na Francesca jako na kardinála padrone. Katoličtí diplomaté tvrdili, že mají pouze jednoho padrone a tím je papež.
V roce 1625 Francesco odcestoval do Paříže jako zvláštní papežský legát. Od března do září jednal s kardinálem Richelieuem , včetně jednání týkající se uzavření smlouvy z Monzonu. Jeho vyjednávání nepředstavovalo pro papežství politický úspěch, ale Francesco dostal jako oslazení neúspěchu od krále Ludvíka XIII. darem šest tapisérií vytvořených podle návrhu Petera Paula Rubense. V roce 1625 odcestoval do Španělska jako papežský legát a tato mise byla také neúspěšná. Následující rok se vrátil do Říma. Od roku 1628 účinně vedl zahraniční diplomacii papežského státu. Při svých jednáních ukázal jasný postoj upřednostňující Francii ve válce o nástupnictví pro markýze z Montferratu a později i během třicetileté války. V roce 1632 byl jmenován papežským vicekancléřem.

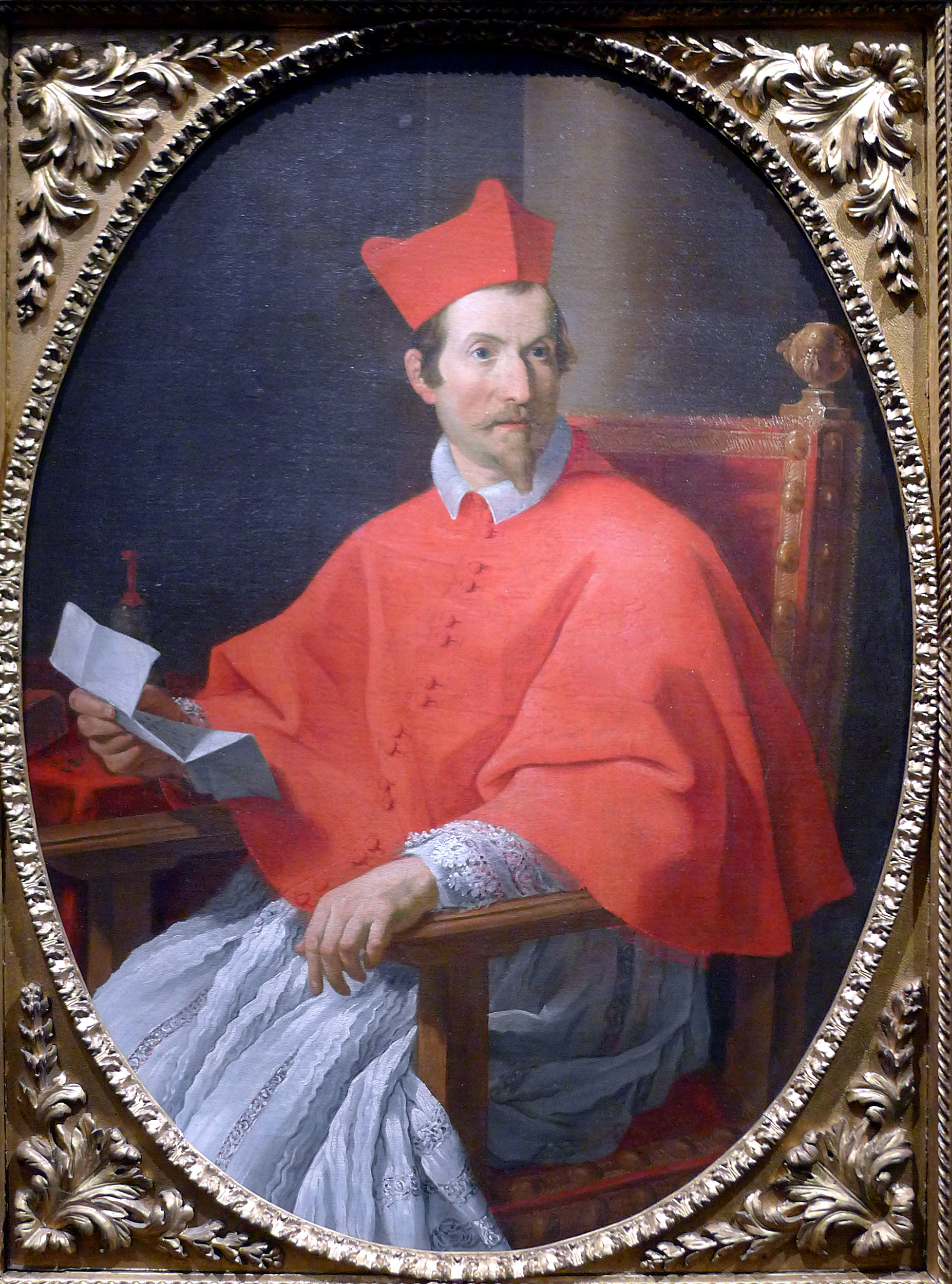
Kardinál Francesco Barberini, Andrea Sacchi

Jako velký inkvizitor římské inkvizice, pozice, kterou zastával od roku 1633 až do své smrti byl součástí inkvizičního tribunálu vyšetřujícího Galilea a byl jedním ze tří členů tribunálu, kteří jej odmítli odsoudit.
Nepřátelství mezi papežem a rodinou Farnese vyústilo v roce 1641 ve válku o Castro. Mír byl uzavřen až měsíc před smrtí Urbana VIII. v roce 1644. Jakmile bylo jasné, že kandidát rodiny Barberini kardinál Giulio Sacchetti nebude zvolen papežským konkláve, Francesco a Antonio Barberini přidali svůj hlas ke straně podporující Giovanni Battistu Pamphiliho v naději, že se tím získají jeho přízeň. Mýlili se. Pamphili, který přijal jméno Inocenc X. (1644–1655), nedodržel původní dohodu a zahájil vyšetřování jejich údajného podvodného nakládání s financemi během války o Castro a přinutil bratry uprchnout do exilu. V roce 1645 uprchl do Paříže Antonio a v roce 1646 ho následovali Francesco a jeho bratr Taddeo Barberini. Ve Francii zůstali pod ochranou kardinála Mazarina. O dva roky později byl Francesco papežem omilostněn a byl mu vrácen zabavený majetek. V roce 1666 se stal děkanem kardinálského sboru a účastnil se konkláve v letech 1667, 1669–1670 a 1676. Zemřel v Římě v roce 1679 ve věku osmdesáti dvou let.

## Mecenáš umění a vědy
Francesco Barberini byl velký mecenáš umění. Byl členem několika učených a literárních sdružení, včetně Accademia dei Lincei. V roce 1623 se stal členem "Conregazione della Reverenda Fabbrica di San Pietro" a byl schopen zajistit financování zakázek na oltářní obrazy pro baziliku Sv. Petra pro takové umělce jako byli Giovanni Lanfranco, Andrea Sacchi, Pietro da Cortona, Nicolas Poussin, Simon Vouet a Valentin. Soukromě koupil několik obrazů Nicolase Poussina během umělcových raných let v Římě.
V roce 1625 získal palác rodiny Sforzů na pahorku Quirinal v Římě a o rok později jej věnoval bratrovi Taddeovi. Po zakoupení dalších pozemků kolem paláce byl architekt Carlo Maderno pověřen přeměnou sídla na mnohem větší a velkolepější palác, kterým se stal Palazzo Barberini. O výzdobě paláce se radil s Urbanem VIII.. Palác sdílel s Taddeem a jeho rodinou, kteří žili v jednom křídle a Francesco obýval křídlo druhé. Ikonografickou poému oslavující rodinu Barberini vytvořil toskánský básník Francesco Bracciolini. Rozsáhlou klenbu hlavního salonu vymaloval Pietro da Cortona.
V roce 1627 Francesco přidal k šesti Rubensem navrženým tapiseriím jež dostal darem od francouzského krále v roce 1625 dalších šest, navržených Cortonou na téma „Příběh Konstantina“. Když byl Cortona zaneprázdněn jinou prací v paláci, Francesco angažoval Cortonova žáka Giovanniho Francesca Romanelliho k vytvoření dalších děl včetně oltářních obrazů a také ho ustanovil hlavním návrhářem tapisérií.
Založil bohatou knihovnu v Palazzo Barberini, která obsahovala starořecké a římské rukopisy, a podporoval řadu evropských intelektuálů, vědců, učenců a umělců. Mezi nimi byly takové osobnosti jako Athanasius Kircher, Jean Morin, Gabriel Naudé, Gerhard Johann Vossius, Heinsius a John Milton. Také v Palazzo Barberini založil malé přírodovědné muzeum a botanickou zahradu. Jeho sbírky svědčí o jeho zájmu o starověké sochařství, numismatiku a texty. Na jeho počest byla pojmenována "Libellus de Medicinalibus Indorum Herbis (Malá kniha léčivých bylin Indiánů, což je aztécký rukopis popisující léčivé vlastnosti různých rostlin používaných Aztéky), jako "Codex Barberini".
Kardinál Francesco Barberini finančně přispíval i stavbu či opravu římských kostelů. Jako mecenáš Akademie svatého Lukáše, cechu umělců v Římě, věnoval finanční prostředky na stavbu kostela "Santi Luca e Martina" podle návrhu Cortony. Nechal postavil kostel "San Bonaventura al Palatino", přestavět "San Giacomo alla Lungara" a "San Salvatore" ,obnovil kostel "Santa Maria in Palmis" (také nazývaný Domine Quo Vadis) a "San Sebastiano al Palatino", "San Lorenzo in Damaso" a zaplatil za dřevěný strop "Sant'Agata dei Goti". Zpočátku poskytoval finanční prostředky i na stavbu kostela "San Carlo alle Quattro Fontane" podle návrhu Francesca Borromini. Financoval stavbu papežské baziliky "Papale di San Lorenzo fuori le mura" (papežská bazilika svatého Vavřince za hradbami) navrženou Cortonou. Spojenecké bombardování 19. července 1943 baziliku poničilo a fasáda byla následně přebudována.

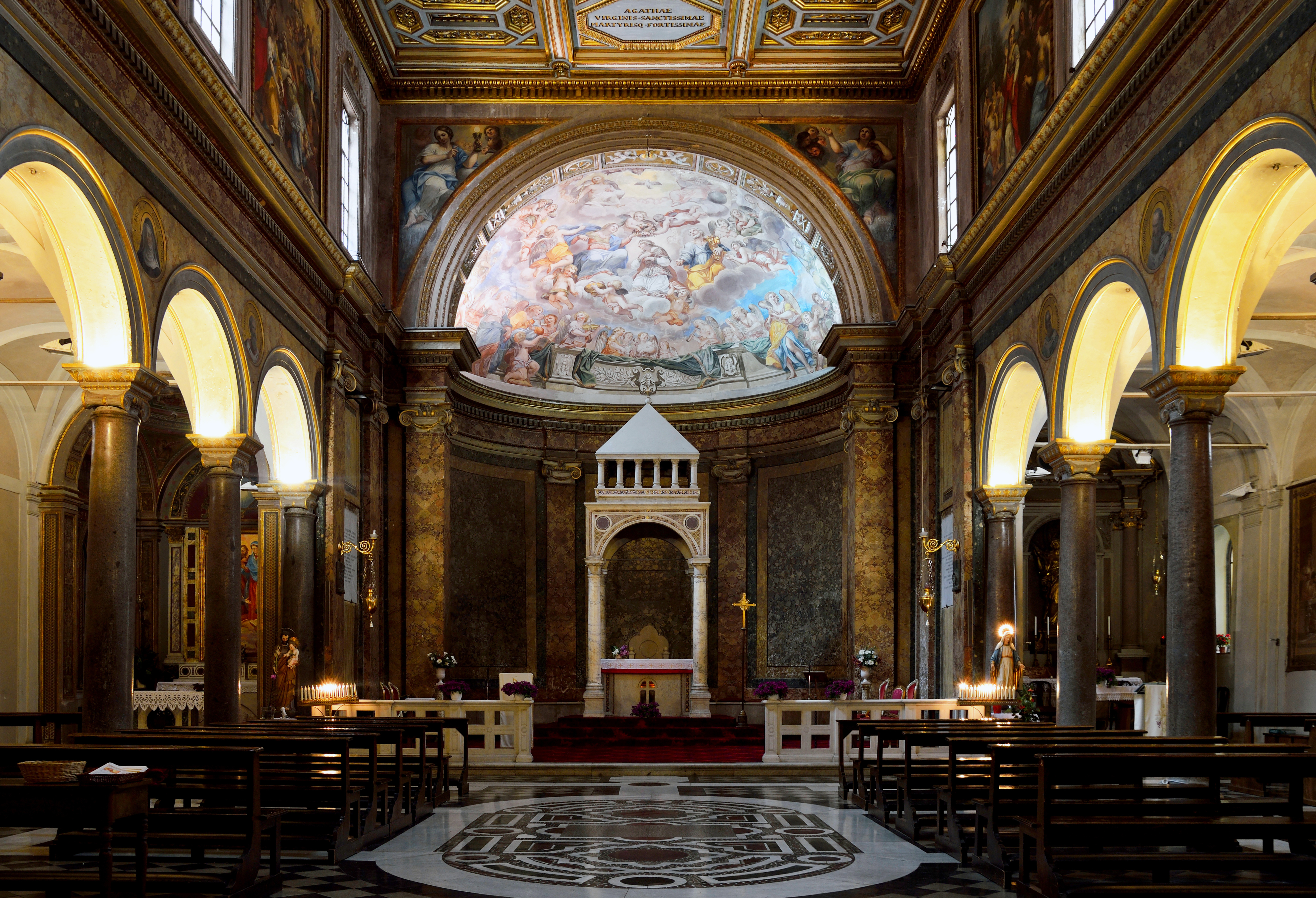
Sant'Agata dei Goti, Řím, interiér
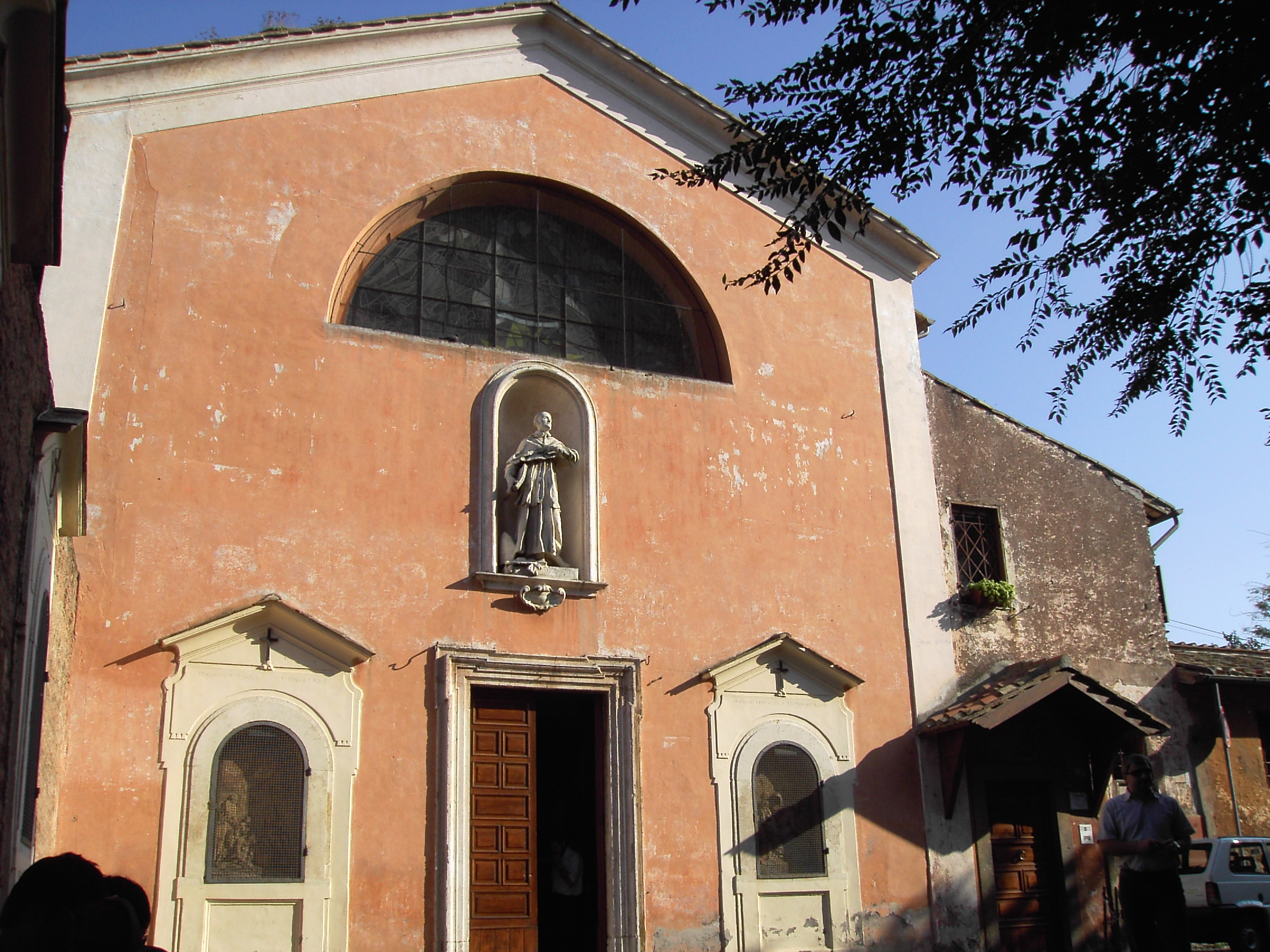
kostel San Bonaventura al Palatino, Řím
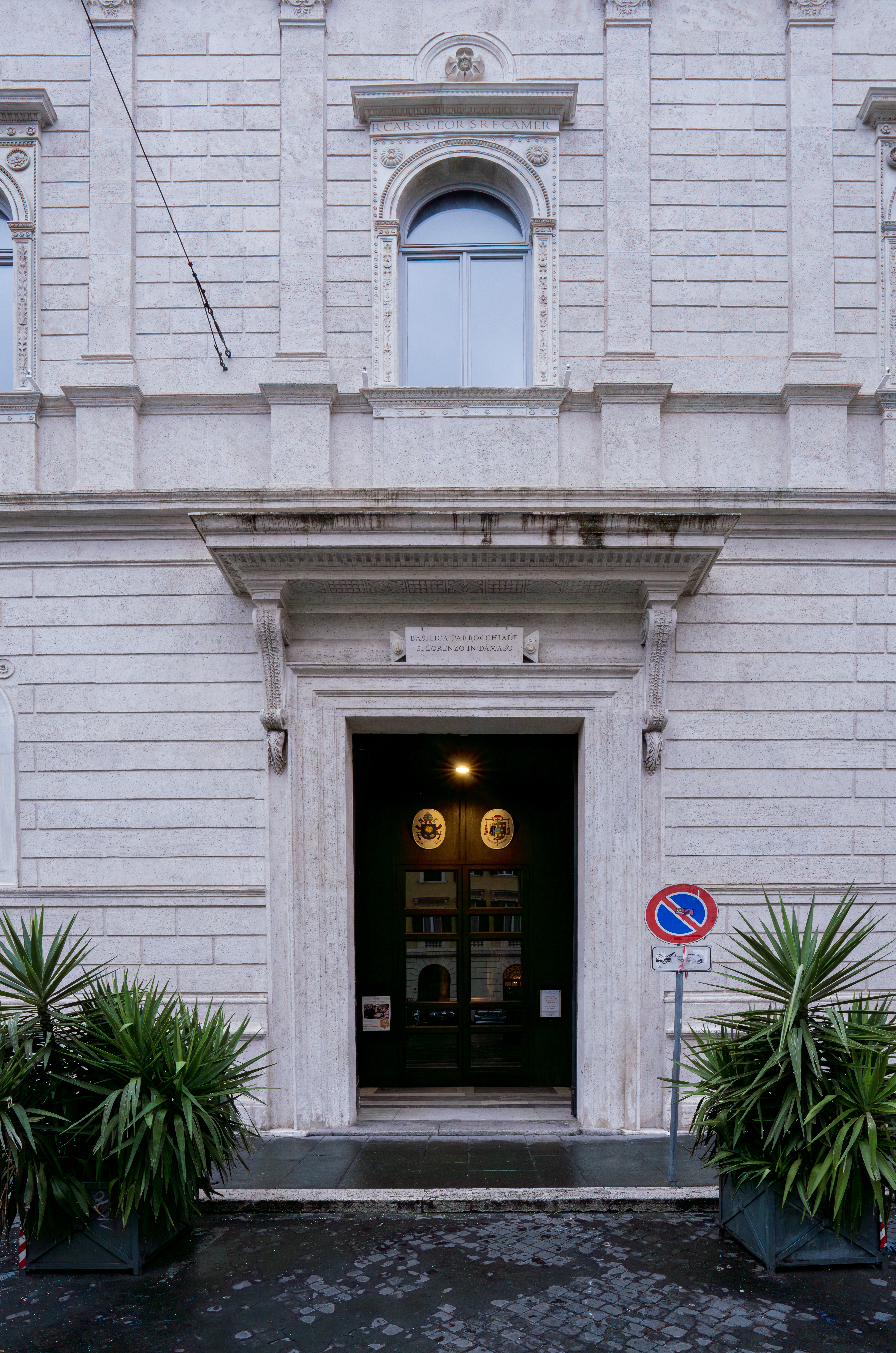
Bazilika San Lorenzo in Damaso, Řím
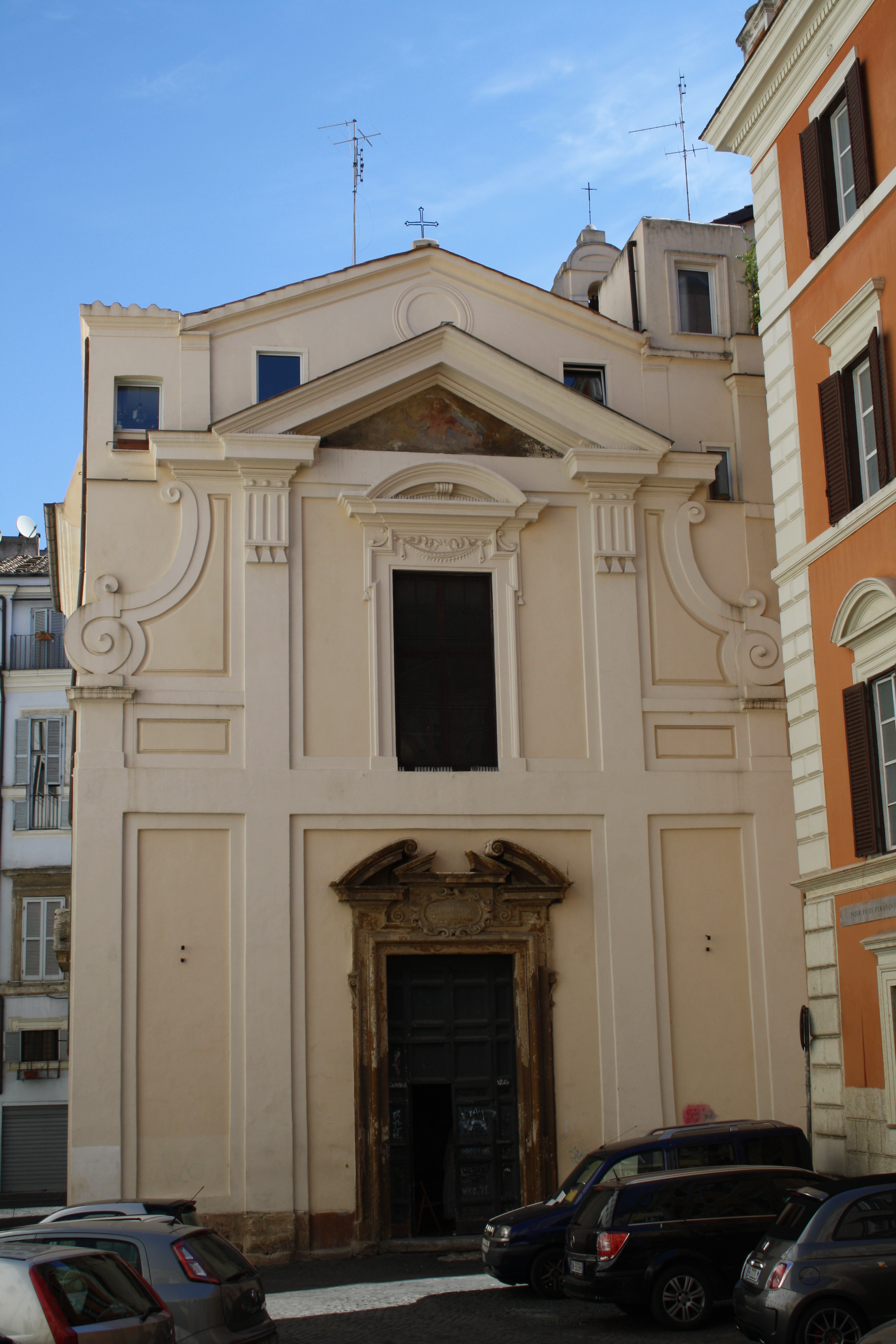
San Salvatore in Campo
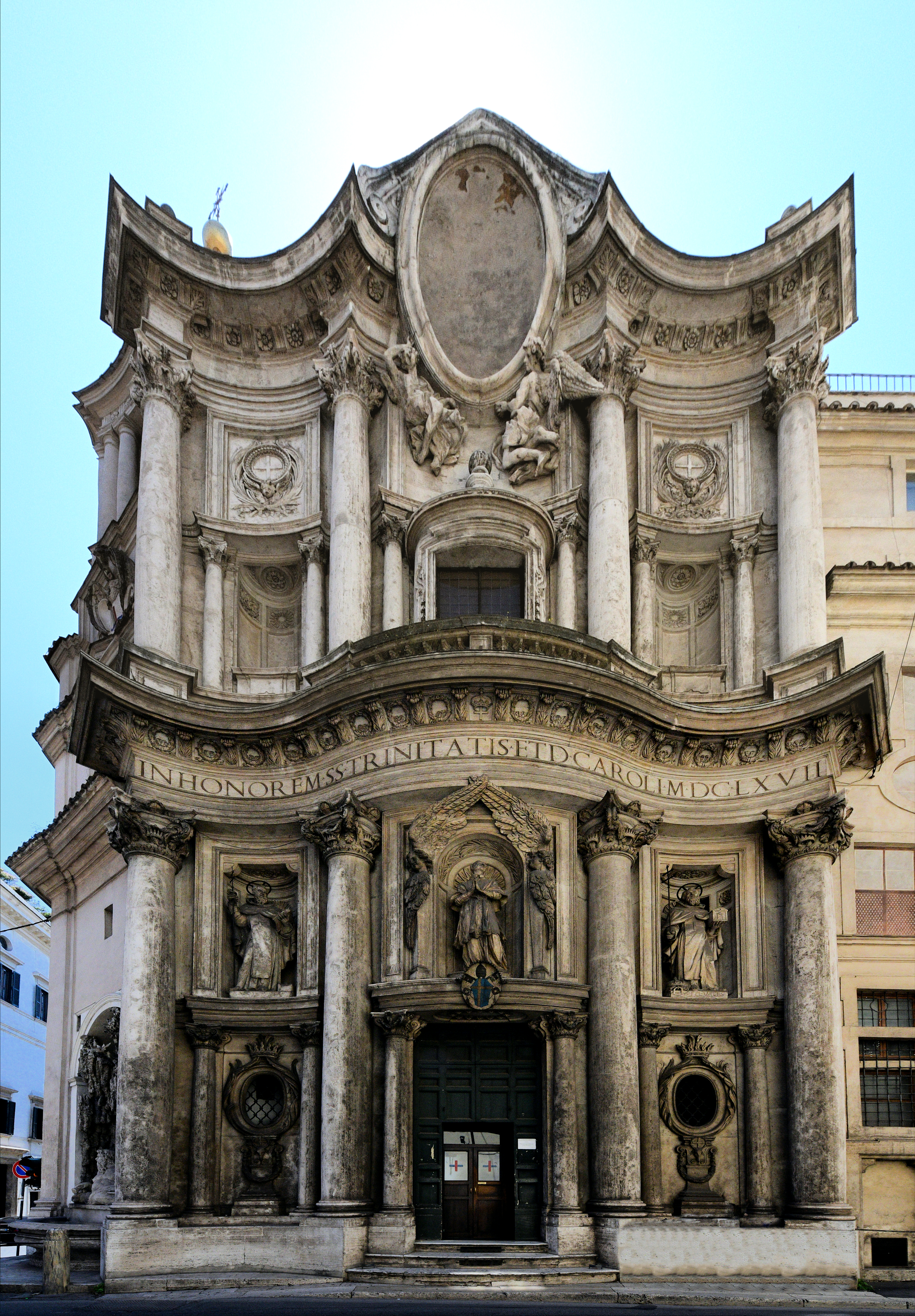
San Carlo alle Quattro Fontane, Řím
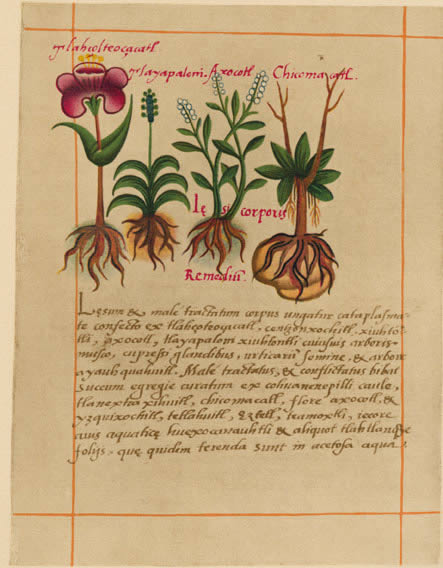
Stránka Libellus de Medicibus Indorum Herbis